# 塞拉纳
塞拉纳是巴西圣保罗州的一个市镇。总面积125.744平方公里，总人口39574人，人口密度314.7人/平方公里。
当其他地区正在努力应对新冠病毒巴西大流行时，塞拉纳参与了一项研究，其中100%的成年人口接种了科兴疫苗，在大规种接种疫苗之前，塞拉纳人口的5%已经感染新冠病毒，是巴西感染率最高的地区之一。从2021年2月到4月两个月之间，塞拉纳全城几乎所有符合条件的成年人，都接种了科兴疫苗。除了18岁以下未成年人，怀孕或哺乳的成年女性，以及其他有严重健康问题的人外，共有27700人符合接种条件，其中有27160人接种了科兴疫苗，接种率达到98%。塞拉纳2月的新增确诊人数达到高峰706例。随后，感染病例开始下降，2月为484例，3月为692例，4月则下降到只有235例确诊病例。2月中旬至4月中旬的项目接种期间，有6人接种后死于新冠肺炎其中5人只注射了一剂，另一个人在注射第二剂后不久就出现了症状，这使得研究人员认为病人在注射第二剂时已经被感染。在未接种疫苗的人中，有14人死亡。